# Gagaksipat
Gagaksipat is een bestuurslaag in het regentschap Boyolali van de provincie Midden-Java, Indonesië. Gagaksipat telt 8609 inwoners (volkstelling 2010).